# Floris de Zwarte
Floris de Zwarte (ca. 1115 - 1133) was een zoon van graaf Floris II en Petronilla van Lotharingen.
Floris kwam tweemaal in opstand tegen zijn oudere broer, Dirk VI. De eerste maal werd hij gesteund door zijn moeder Petronilla, Andries van Cuijk (de bisschop van Utrecht) en de rooms-koning, zijn oom Lotharius III. In 1131 werd het conflict bijgelegd, waarna Floris zich korte tijd graaf van Holland mocht noemen. In augustus 1131 kwam Floris opnieuw in opstand. Ditmaal steunde zijn moeder hem niet en moest hij uitwijken naar het gebied van de West-Friezen die tegen Dirk VI in opstand waren gekomen. Zij boden Floris de heerschappij over geheel West-Friesland en ook de Kennemers schaarden zich achter hem. De broedertwist werd in augustus 1132 door tussenkomst van Lotharius bijgelegd. In 1133 werd Floris de Zwarte nabij Utrecht vermoord.
De overblijfselen van Floris de Zwarte werden, samen met die van andere familieleden van Floris V van Holland, bij opgravingen onder leiding van professor Willem Glasbergen in 1949 op het terrein van de Abdij van Rijnsburg gevonden. Deze vondst was onverwacht, omdat vast leek te staan dat de laatste rustplaats van de graven van Holland in de zestiende eeuw verwoest was door fundamentalistische aanhangers van Willem van Oranje. Uit onderzoek van de overblijfselen bleek dat de leeftijd van het skelet 29 à 30 jaar is. Gezien het jaartal van overlijden bekend is (1133) roept dit grote vragen op over het vermelde geboortejaar van Floris de Zwarte. Dit zou niet 1115 maar eerder 1103 moeten zijn.
Op 20 juli 1989 onthulde wethouder Van Willigenburg aan de gevel van het pand Mariaplaats 17 in Utrecht een door J.A. Tolboom gebeeldhouwde kop van Floris (zie foto in kader). Deze locatie werd gekozen omdat Floris zich in zijn laatste dagen in de Mariakerk zou hebben verschanst.

## Voorouders
| Voorouders van Floris de Zwarte | Voorouders van Floris de Zwarte                                                     | Voorouders van Floris de Zwarte                                                     | Voorouders van Floris de Zwarte                                                     | Voorouders van Floris de Zwarte                                                     | Voorouders van Floris de Zwarte                                                     | Voorouders van Floris de Zwarte                                                     | Voorouders van Floris de Zwarte                                                     | Voorouders van Floris de Zwarte                                                     |
| ------------------------------- | ----------------------------------------------------------------------------------- | ----------------------------------------------------------------------------------- | ----------------------------------------------------------------------------------- | ----------------------------------------------------------------------------------- | ----------------------------------------------------------------------------------- | ----------------------------------------------------------------------------------- | ----------------------------------------------------------------------------------- | ----------------------------------------------------------------------------------- |
| Overgrootouders                 | Floris I van Holland (1025 - 1061) ∞ 1050 Geertruida van Saksen (1033 - 1114)       | Floris I van Holland (1025 - 1061) ∞ 1050 Geertruida van Saksen (1033 - 1114)       | ? (-) ∞ ? (-)                                                                       | ? (-) ∞ ? (-)                                                                       | Gerard van Lotharingen (1030 - 1070) ∞ Hedwig Van Namen (1010 - 1080)               | Gerard van Lotharingen (1030 - 1070) ∞ Hedwig Van Namen (1010 - 1080)               | Frederik van Formbach (1035 - 1059) ∞ Gertrude van Haldensleben (1040 - 1116)       | Frederik van Formbach (1035 - 1059) ∞ Gertrude van Haldensleben (1040 - 1116)       |
| Grootouders                     | Dirk V van Holland (1054 - 1091) ∞ Othelhildis van Saksen (1065 - 1120)             | Dirk V van Holland (1054 - 1091) ∞ Othelhildis van Saksen (1065 - 1120)             | Dirk V van Holland (1054 - 1091) ∞ Othelhildis van Saksen (1065 - 1120)             | Dirk V van Holland (1054 - 1091) ∞ Othelhildis van Saksen (1065 - 1120)             | Diederik II van Lotharingen (1050 - 1115) ∞ Hedwig van Formbach (1061 - 1090)       | Diederik II van Lotharingen (1050 - 1115) ∞ Hedwig van Formbach (1061 - 1090)       | Diederik II van Lotharingen (1050 - 1115) ∞ Hedwig van Formbach (1061 - 1090)       | Diederik II van Lotharingen (1050 - 1115) ∞ Hedwig van Formbach (1061 - 1090)       |
| Ouders                          | Floris II van Holland (1085 - 1122) ∞ 1108 Petronilla van Lotharingen (1082 - 1144) | Floris II van Holland (1085 - 1122) ∞ 1108 Petronilla van Lotharingen (1082 - 1144) | Floris II van Holland (1085 - 1122) ∞ 1108 Petronilla van Lotharingen (1082 - 1144) | Floris II van Holland (1085 - 1122) ∞ 1108 Petronilla van Lotharingen (1082 - 1144) | Floris II van Holland (1085 - 1122) ∞ 1108 Petronilla van Lotharingen (1082 - 1144) | Floris II van Holland (1085 - 1122) ∞ 1108 Petronilla van Lotharingen (1082 - 1144) | Floris II van Holland (1085 - 1122) ∞ 1108 Petronilla van Lotharingen (1082 - 1144) | Floris II van Holland (1085 - 1122) ∞ 1108 Petronilla van Lotharingen (1082 - 1144) |
| Floris de Zwarte (1115 - 1133)  |                                                                                     |                                                                                     |                                                                                     |                                                                                     |                                                                                     |                                                                                     |                                                                                     |                                                                                     |

## Voetnoten
1. ↑  Dĳkstra, B.K.S., Een stamboom in been : vier eeuwen graven en gravinnen van het Hollandse huis : onderzoek van de stoffelĳke resten opgegraven op het terrein van de voormalige abdĳkerken te Rĳnsburg in 1949 en 1951 en te Egmond in 1979 en 1980 en aangetroffen in de tombe in de abdĳkerk te Middelburg in 1980 (1991).